# Sven Lampa (etnolog)
Sven Magnus Lampa, född 29 augusti 1870 i Ods socken i Gäsene härad i dåvarande Älvsborgs län i Västergötland, död 19 december 1950 i Uppsala, var en svensk dialektforskare och docent i folklivsforskning. 

## Verksamhet
Lampa disputerade 1903 vid Uppsala universitet med doktorsavhandlingen Studier i svensk metrik. Åren 1904–1914 var han sekreterare i Kungliga Ortnamnskommittén. År 1909 blev han docent i svensk folklivsforskning (från 1914 tjänstledig på grund av sjukdom).
Hans insats i forskningsarbetet utgår från de förbindelser mellan flera vetenskapliga och hembygdsintressen, för vilka landsmålsföreningarna under ett tidigare skede hade utgjort ett hemvist: folkmål och folkliv, folkdiktning och historisk topografi. Hans brett anlagda arbeten hade dock ej hunnit nå full utveckling, innan de hämmades av hans sjuklighet. 
Åren 1906–1914 redigerade han de då utgivna delarna av Ortnamnskommitténs arbete "Ortnamnen i Älvsborgs län" och 1911–1914 "Västergötland. Bidrag till landskapets kulturhistoria och naturbeskrivning", en av honom påbörjad serie monografier av flera författare.